# 孔教學院三樂周𠖳桅學校
孔教學院三樂周𠖳桅學校（英語：Confucian Sam Lok Chow Mud Wai School），為香港大埔區一所已停辦津貼小學，於1963年以「孔教學院三樂學校」之名創辦，至2006年因收生不足被「殺校」。

## 歷史
此校前身為「孔教學院三樂學校」，於1963年在橫頭磡徙置區第7座（原稱為H座）地下開辦，為一所半日制小學，共開辦36班。由於獲孔教學院時任主席黃允畋捐款3萬港元，故此校以其家族堂號「三樂堂」冠名。按照原定計劃，此校於同年3月開辦，但因第一代校舍仍未完工，最終延遲半年才開課。
受屋邨重建影響，此校於1978年起申請校舍重置。兩年後，此校獲批大元邨一所剛建成的「火柴盒」小學，並隨即遷入；然而，舊校舍仍維持運作，直至1982年為止。由於孔教學院決定將已故前主席周𠖳桅捐建新校的款項，及黃允畋所捐獎學金悉數改作重置經費，故此校更名為「三樂周𠖳桅學校」。
自1997/98學年起，此校上、下午校收生持續下跌，而在2001年改為全日制後情況更為嚴重，每年只收一班。因此，此校於2003年後被勒令停招小一，至2006年正式停辦，結束其合共43年的歷史。

## 校舍

### 橫頭磡邨校舍
此校第一代校舍位於橫頭磡邨第7座（原H座）地下，設有18間課室。
隨著此校於1982年完全遷出，原有校舍隨即騰空，但校舍所在的樓宇直到1988年才拆卸。原址於兩年後完成重建，成為同一屋邨的停車場大樓。

### 大元邨校舍
此校位於大元邨的第二代校舍，為一座後期型「火柴盒」小學，佔地4,140平方米，設24間課室及少量特別室，並曾於7樓加建一層。
在三樂周𠖳桅學校2006年停辦時，校舍曾分配予同區聖公會阮鄭夢芹小學下午校作分拆。然而，由於此校校董就交還校舍未達共識，再加上該校改與另一所學校合併，最終沒有遷入。
因「雙非」入學潮緣故，教育局於2017年將此校校舍再分配予新界婦孺福利會基督教銘恩小學，以開辦為期9年的「有時限小學」。隨著該校亦將於2027年停辦，校舍長遠將重建為公營房屋。

## 聯繫學校
此校開辦初年，曾與同系大成中學結為聯繫學校，所有學生可獲推薦升讀該校。然而，有關升學安排早已終止，即使該校後來亦遷入大埔，聯繫亦未曾恢復。

## 歷任行政人員

### 校監
- 1963年-1996年：黃允畋 先生
- 1996年-2006年：湯徫掄 先生

### 校長

#### 上、下午校兼任
- 1963年-？：盧國洪 先生[註 2]（創校校長）[16]
- ？-1975年[17]：劉光漢 先生[18]
- 1975年-1982年：楊以蓁 女士[19][註 3]

#### 上午校
- 陳雪雄 先生[20]
- ？-2001年：王國強 先生（後改任全日制校長）[21]

#### 下午校
- 梁瑞華 先生[20]
- 區銳成 先生[21]
- ？-2001年：文壽堂 先生[6]

#### 全日
- 2001年-2002年：王國強 先生[22]
- 2002年-2006年：冼兆權 先生（末任校長）[1]

## 校友
- 陳志發（2002年小六畢業[註 4]）：導演，曾憑執導電影《點五步》，獲得香港電影金像獎「新晉導演」獎提名
- 菊梓喬（小六畢業，午別不詳[註 5]）：無綫電視女歌手

## 註解
1. 1 2  2003年數字[1]
2. ↑  由教育司署轉職，原為某官立小學校長。
3. ↑  由副校長晉升。
4. ↑  有關陳志發就學資料，出自其Facebook 專頁「陳志發 Stevefat」於2018年1月20日發出的貼文。
5. ↑  菊梓喬曾於2021年4月4日接受香港電台第一台《舊日的足跡》專訪，透露其求學過程。

## 外部連結
- 孔教學院三樂周𠖳桅學校官方網頁（存檔）